# 알렉스 프로야스
알렉스 프로야스(Alex Proyas, 1963년 9월 23일 ~ )는 오스트레일리아의 영화 감독이다. 그리스인 부모 아래 이집트에서 태어났지만 3살 때 시드니로 이주하였다. 영화 감독이 되기 전에는 많은 광고와 뮤직 비디오를 맡았다.

## 출연 작품
- 마스크 오브 디 이블 애퍼리션 (2021)
- 갓 오브 이집트 (2016)
- 파라다이스 로스트 (2012)
- 드라큐라 이어 제로 (2011)
- 노잉 (2009)
- 아이, 로봇 (2004)
- 리버월드 (2003)
- 크레이지 록스타 (2002)
- 다크 시티 (1998)
- 크로우 (1994)
- 스피릿츠 오브 디 에어, 그렘린스 오브 더 클라우즈 (1989)
- 그로핑 (1980)